# Kreis Gimel
| Kreis Gimel           | Kreis Gimel       |
| Basisdaten            | Basisdaten        |
| --------------------- | ----------------- |
| Staat:                | Schweiz           |
| Kanton:               | Waadt (VD)        |
| Bezirk:               | Aubonne           |
| Hauptort:             | Gimel             |
| Fläche:               | 60,19 km²         |
| Einwohner:            | 6088 (31.12.2023) |
| Bevölkerungsdichte:   | 101 Einw. pro km² |
| Aufgehoben am:        | 31. Dezember 2006 |
| Karte                 |                   |
| Karte von Kreis Gimel |                   |

Der Kreis Gimel (französisch Cercle de Gimel) war bis zum 31. August 2006 eine Verwaltungseinheit des Bezirks Aubonne im Kanton Waadt in der Schweiz. Sitz des Kreisamtes war Gimel.
Der Kreis umfasste acht Gemeinden und war 60,19 km² gross. Die Gemeinden des ehemaligen Kreises zählten Ende 2023 6088 Einwohner.
| Wappen       | Name der Gemeinde | Einwohner (31. Dezember 2023) | Fläche in km² | Einw. pro km² |
| ------------ | ----------------- | ----------------------------- | ------------- | ------------- |
| Gimel        | Gimel             | 2470                          | 18,88         | 131           |
| Longirod     | Longirod          | 551                           | 1,80          | 963           |
| Marchissy    | Marchissy         | 510                           | 11,98         | 43            |
| Montherod    | Montherod         | 521                           | 5,93          | 105           |
| Pizy         | Pizy              | 76                            | 2,51          | 30            |
| Saint-George | Saint-George      | 1060                          | 12,32         | 86            |
| Saint-Oyens  | Saint-Oyens       | 451                           | 3,06          | 147           |
| Saubraz      | Saubraz           | 449                           | 3,71          | 121           |
| Total (8)    | Total (8)         | 6088                          | 60,19         | 101           |